# Aldan (Pensilvania)
Aldan es un borough ubicado en el condado de Delaware en el estado estadounidense de Pensilvania. En el año 2000 tenía una población de 4,313 habitantes y una densidad poblacional de 2,793.6 personas por km².

## Geografía
Aldan se encuentra ubicado en las coordenadas 39°55′14″N 75°17′12″O / 39.92056, -75.28667

## Demografía
Según la Oficina del Censo en 2000 los ingresos medios por hogar en la localidad eran de $47,292 y los ingresos medios por familia eran $59,595. Los hombres tenían unos ingresos medios de $42,047 frente a los $31,129 para las mujeres. La renta per cápita para la localidad era de $22,134. Alrededor del 5.9% de la población estaba por debajo del umbral de pobreza.